# Seznam apoštolských vikářů a arcibiskupů v Papeete
Toto je seznam apoštolských vikářů a arcibiskupů v Papeete.

## Apoštolští vikáři na Tahiti (1848-1966)
- Florentin-Etienne Jaussen (1848–1884)
- Marie-Joseph Verdier SSCC (1884–1908)
- André-Etienne-Athanase Hermel SSCC (1908–1932)
- Julien-Marie Nouailles SSCC (1932–1937)
- Paul-Laurent-Jean-Louis Mazé SSCC (1938–1973)

## Arcibiskupové Papeete (od roku 1966)
- Paul-Laurent-Jean-Louis Mazé SSCC (1938–1973)
- Michel-Gaspard Coppenrath (1973–1999)
- Hubert Coppenrath (1999–2011)
- Jean-Pierre Cottanceau SSCC (od 2016)